# NFL 2018
Die NFL-Saison 2018 war die 99. Saison im American Football in der National Football League (NFL). Die Saison begann am 6. September 2018 mit der Regular Season und endete am 3. Februar 2019 mit dem Super Bowl LIII im Mercedes-Benz Stadium in Atlanta, Georgia. Meister wurden die New England Patriots.

## Regeländerungen
Beim Treffen der NFL-Klubbesitzer am 27. März 2018 wurden neue Regeln beschlossen und bestehende verlängert:
- Die 2017 verlängerte Regel, dass der Snap nach einem Touchback an der 25-Yard-Linie beginnt, wurde zu einer permanenten Regel.
- Die Definition eines Catches wurde überarbeitet und beinhaltet:[6][7]
  - Kontrolle des Balles
  - Beide Füße oder ein anderer Teil des Körpers, außer den Händen, müssen in bounds (im Spielfeld) sein
  - Ausführung eines "Football Moves", also eine übliche Bewegung des Spielers wie ein dritter Schritt, der Versuch, ein neues Down zu erreichen oder einen Gegner abzuwehren.

Die Definitionsüberarbeitung wurde notwendig, da in der Vergangenheit Entscheidungen getroffen worden waren, die für große Aufregung sorgten und da selbst Experten bei der Bewertung eines regelkonformen Catches kapitulieren mussten. Zwei prominente und als unvollständig gewertete Fälle waren der Catch von Dez Bryant in den Play-offs 2014 gegen die Green Bay Packers oder der Catch vom Tight End Jesse James der Pittsburgh Steelers gegen die New England Patriots in der Saison 2017. Beide Fälle sind nach neuer Regel vollständige Pässe.
- Ein Offizieller vor einem Bildschirm in New York (für die Saison 2018: NFL Senior Vice President of Officiating Al Riveron) darf den Offiziellen auf dem Spielfeld auf  ein Flagrant Foul hinweisen. Eine Ejection, also ein Ausschluss des Spielers, kann somit noch während des Spiels erfolgen. Damit reagierte die Liga auf Rob Gronkowskis grobe Unsportlichkeit gegen Tre’Davious White, für die Gronkowski erst nach dem Spiel bestraft wurde.
- Die Strafen für Illegal Batting und Illegal Kicking werden angeglichen und jeweils 10 Yards betragen.[7]
- Wenn ein Team in der Verlängerung ein Field Goal erzielt und dann das andere Team den Ball fumbelt oder per Interception verliert, wird der Spielzug noch zu Ende gespielt und eventuell erzielte Punkte, z. B. durch einen Pick Six, werden auch zählen.[7]
- Ein Team, das am Ende der regulären Spielzeit einen siegbringenden Touchdown erzielt, braucht den PAT oder die Two-Point Conversion nicht mehr auszuführen.
- Um die Fälle von Gehirnerschütterungen und deren Spätfolgen sowie lebensbedrohliche Verletzungen – wie bei Ryan Shazier – weiter zu senken, wurde die Targeting Rule eingeführt. Bei dieser zieht nicht nur ein Helmet-to-Helmet-Hit, sondern jede Aktion, bei der ein Spieler mit gesenktem Helm einen Gegner trifft, eine 15-Yard-Strafe nach sich. Bei einem besonders schweren Vergehen kann auch ein Ausschluss des Spielers ausgesprochen werden, was zuvor nicht möglich war.[8] Diese Regeländerung wurde vor der Saison stark kritisiert, da diese Technik als eine Grundtechnik des Spiels angesehen wird.[9] Im Nachhinhein gab es jedoch wesentlich weniger Flaggen für das Vergehen als befürchtet, da nur die deutlichsten Verstöße auf dem Feld geahndet und die Spieler erst im Nachhinein von der Liga verwarnt wurden.[10]
- Um Quarterbacks weiter zu schützen, wurde die seit 1938 bestehende Regel Roughing the Passer verschärft.[11] In der Regel wurde ein "und" durch ein "oder" ersetzt,[2] wodurch es für Linebacker und Spieler der Defensive Line erheblich erschwert wurde, den Quarterback ohne Bestrafung zu sacken.[11] Einer der Leidtragenden der verschärften Regel war Clay Matthews, der in den ersten drei Spielen drei solche Strafen bekam, wogegen er in den zehn Jahren zuvor nur vier dieser Strafen bekommen hatte.[12] Um der Strafe zu entgehen, versuchten einige Verteidiger sich nach dem Tackle abzurollen, wobei sich William Hayes das Kreuzband riss. Nach den ersten Spielen gab es zwar eine genauere Regelerklärung, allerdings hat die Regel das Spiel dahingehend verändert, dass Spieler auf einen sicheren Sack verzichten oder sich nur noch ganz auf das Wegschlagen des Balles konzentrieren.[10]

Des Weiteren wurden beim Frühlingstreffen der Klubbesitzer am 23. Mai 2018 neue Regeln zum Kickoff verabschiedet, um weitere Verletzungsrisiken zu verringern. Da beim Kickoff-Return beide Mannschaften mit höchstem Tempo aufeinanderstoßen, sind die Tackles besonders gefährlich und führen schnell zu Kopfverletzungen. Durch folgende Regeländerungen beim Kickoff werden die Teams gezwungen, sich taktisch umzustellen:
- Auf jeder Seite des Kickers müssen fünf Spieler des Kicking-Teams stehen. Dabei müssen mindestens zwei Spieler zwischen der Seitenauslinie und der Yardbeschriftung auf dem Spielfeld und mindestens zwei Spieler zwischen den Hashmarks und der Yardbeschriftung stehen.[3]
- Außer dem Kicker dürfen sich die Spieler des Kicking-Teams beim Kick nun höchstens ein Yard hinter dem Ball befinden.
- Der Wedge Block, bei dem zwei Spieler einen Kontrahenten in die Zange nehmen, wird verboten. Allerdings dürfen Spieler, die beim Kick in der Setup Zone standen, einen Gegner zu zweit blocken, sofern dies kein Wedge Block ist.[3] Die Setup Zone ist der Bereich zwischen der 45-Yard-Linie des Kicking-Teams und der 40-Yard-Linie des Receiving-Teams. In dieser Zone müssen während des Kicks auch mindestens acht Spieler des Receiving-Teams stehen.[3]
- Sobald der Ball in der Endzone den Rasen berührt, bedeutet das einen Touchback. Das Sichern des Balles durch ein "Abknien" eines Spielers ist nicht mehr erforderlich.

Während des Treffens der Klubbesitzer wurde auch zum Thema Hymnenprotest eine Hymnen-Richtlinie für die kommende Saison beschlossen. Die neue Richtlinie sah vor, dass Spieler, die protestieren wollen, bis zum Ende der Hymne in der Kabine zu bleiben haben. Strafen sollte es für die Teams geben, bei denen Spieler während des Spielens der Hymne abknien. Die Richtlinie wurde ohne Zustimmung der NFL Players Association (NFLPA), der Gewerkschaft der NFL-Spieler, getroffen, weshalb diese kurz nach der Veröffentlichung der Richtlinie diese prüfen und gegebenenfalls anfechten wollte. Da sich NFL und NFLPA nicht auf eine gemeinsame Lösung einigen konnten, wurde die geschaffene Richtlinie zum Hymnenprotest vorerst ausgesetzt.
Während ihres Herbsttreffens im Oktober 2018 beschlossen die Besitzer eine Änderung der Besitzregeln. Diese Änderung erfolgte als Reaktion auf den Tod von Seattle-Seahawks-Besitzer Paul Allen. Die Änderung erlaubt den Besitzern eines NFL-Teams auch den Besitz von Mannschaften anderer Sportligen, wenn sie in einem Markt eines anderen NFL-Teams spielen. Diese Änderung betraf unter anderem den Besitzer der Los Angeles Rams, Stan Kroenke. Dieser besitzt auch die in Denver, dem Markt der Denver Broncos, angesiedelten NBA- und NHL-Teams Denver Nuggets bzw. Colorado Avalanche. Bislang hatte Kroenke die Regelung umgangen, indem er die Kontrolle der beiden Mannschaften an Familienmitglieder abgab, als er die Rams erwarb.

## NFL Draft

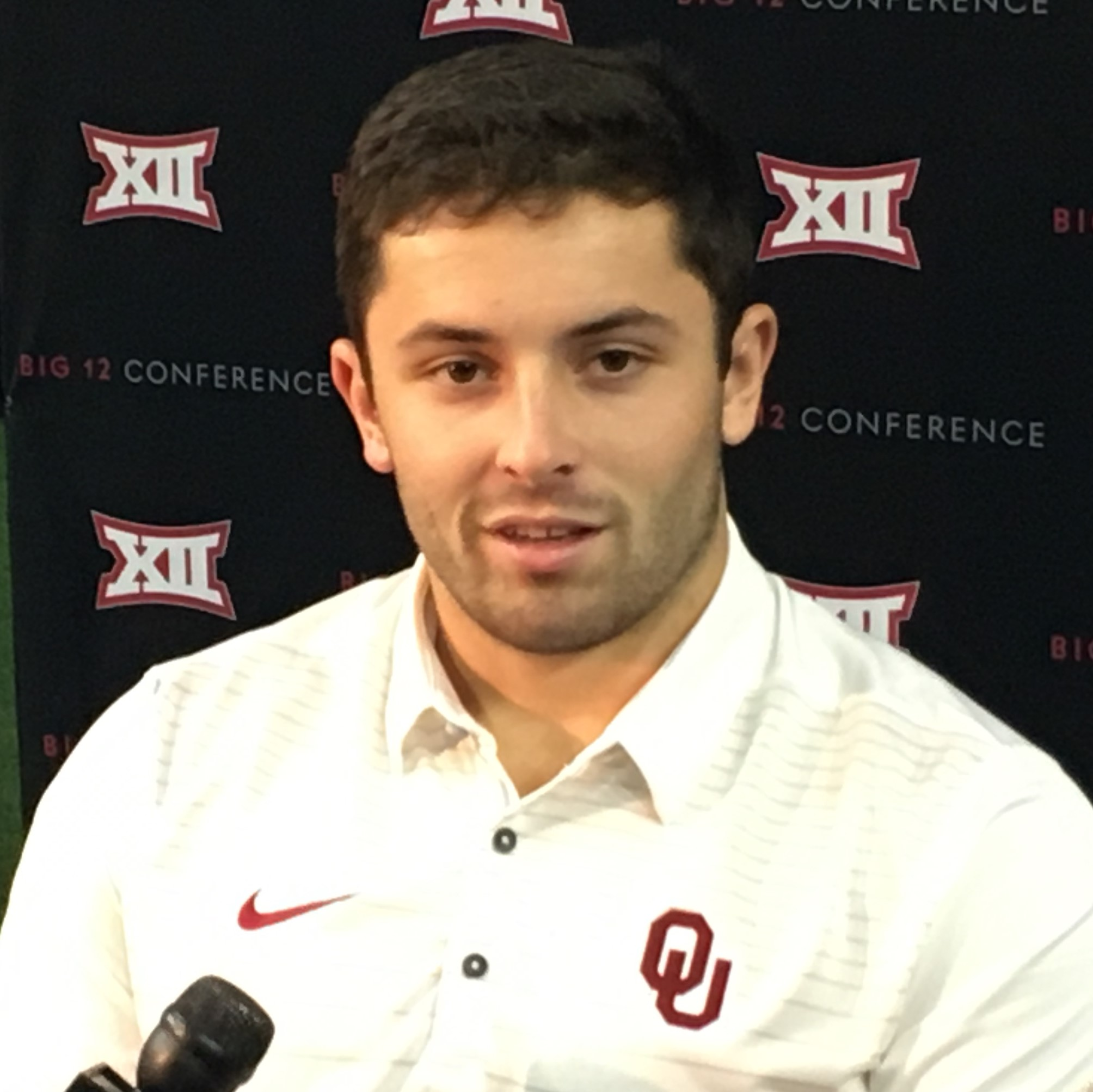
Baker Mayfield wurde als erster Spieler im NFL Draft 2018 ausgewählt.

Der Draft von 2018 fand vom 26. bis 28. April in Arlington, im US-Bundesstaat Texas, statt. Da die Cleveland Browns in der abgelaufenen Saison 2017 die schlechteste Saisonbilanz aufwiesen, hatten sie das Recht, den ersten Spieler im Draft auszuwählen. In der ersten Runde entschieden sie sich für den Quarterback Baker Mayfield von den Oklahoma Sooners der University of Oklahoma.

## Regular Season

### Spielplan
Der Spielplan wurde am 19. April 2018 angekündigt. Die Regular Season begann am 6. September 2018 mit dem Spiel des amtierenden Super-Bowl-LII-Siegers Philadelphia Eagles gegen die Atlanta Falcons. Sie umfasste 256 Spiele über 17 Spielwochen verteilt, wobei jedes der 32 Teams 16 Spiele absolvierte und eine spielfreie Woche (Bye Week) zwischen der vierten und der zwölften Woche hatte. 17 Spiele wurden als Monday Night Game ausgetragen. Am letzten Wochenende fanden alle Spiele am Sonntag statt (30. Januar 2018). Es gab 17 Donnerstagsspiele (Thursday Night), beginnend mit dem Eröffnungsspiel am 6. September und Spielen an Thanksgiving. In den Spielen der 17. Woche trafen alle Mannschaften – wie seit 2010 üblich – auf einen Gegner aus ihrer Division.
Jedes Team spielte gegen 13 andere Teams. Zwei Mal spielte es gegen die drei anderen Teams aus seiner Division (zusammen sechs Spiele). Zusätzlich spielte jedes Team – auf Rotationsbasis – gegen alle vier Teams aus einer anderen Division seiner Conference (zusammen vier Spiele). Weitere zwei Spiele wurden gegen die zwei verbleibenden Teams derselben Conference ausgetragen, die in der Saison zuvor in ihrer Division auf demselben Platz endeten wie das gegnerische Team (wenn ein Team den dritten Platz belegt hatte, spielte es somit gegen alle drei Drittplatzierten seiner Conference). Die verbleibenden vier Spiele wurden im Inter-Conference-Vergleich ausgetragen. Auf Rotationsbasis treffen dazu jeweils zwei Divisionen zusammen. In der Saison 2018 sah der Spielplan dafür folgende Verteilung vor:
| | Division | Division  | Division  | Division | Division | Division  | Division  | Division |
| Conference | AFC East | AFC North | AFC South | AFC West | NFC East | NFC North | NFC South | NFC West |
| --- | -------- | --------- | --------- | -------- | -------- | --------- | --------- | -------- |
| AFC | South    | West      | East      | North    | South    | East      | North     | West     |
| NFC | North    | South     | East      | West     | South    | West      | East      | North    |
| Zur Erläuterung der Tabelle ein Beispiel: die vier Teams der AFC East trafen auf die vier Teams der AFC South sowie die vier Teams der NFC North. |          |           |           |          |          |           |           |          |

### Spiele im Rahmen der NFL International Series
Wie bereits in den Vorjahren fanden einige Regular-Season-Spiele im Rahmen der NFL International Series statt – diese wurden außerhalb der Vereinigten Staaten ausgetragen, drei im Wembley-Stadion in London, Großbritannien. Ursprünglich sollte eines davon in der neuen White Hart Lane ausgetragen werden, was durch deren verzögerte Fertigstellung aber nicht möglich war. Zusätzlich war, wie die Jahre zuvor, ein Spiel im Aztekenstadion in Mexiko-Stadt geplant. Auf Grund vorheriger Veranstaltungen (Fußballspiele und Konzerte) und Regens befand sich der Stadionrasen jedoch in sehr schlechtem Zustand, so dass sich die NFL wegen hohen Verletzungsrisikos entschloss, das geplante Spiel (Chiefs vs. Rams) nach Los Angeles zu verlegen.

### Division
| AFC East             | AFC East | AFC East | AFC East | AFC East | AFC East | AFC East | AFC East | AFC East | AFC East | AFC East |
| Team                 | S        | N        | U        | SQ       | P+       | P−       | Diff.    | DIV      | CONF     | Serie    |
| -------------------- | -------- | -------- | -------- | -------- | -------- | -------- | -------- | -------- | -------- | -------- |
| New England Patriots | 11       | 5        | 0        | 0,688    | 436      | 325      | +111     | 5–1      | 8–4      | 2S       |
| Miami Dolphins       | 7        | 9        | 0        | 0,438    | 319      | 433      | −114     | 4–2      | 6–6      | 3N       |
| Buffalo Bills        | 6        | 10       | 0        | 0,375    | 269      | 374      | −105     | 2–4      | 4–8      | 1S       |
| New York Jets        | 4        | 12       | 0        | 0,250    | 333      | 441      | −108     | 1–5      | 3–9      | 3N       |

| NFC East            | NFC East | NFC East | NFC East | NFC East | NFC East | NFC East | NFC East | NFC East | NFC East | NFC East |
| Team                | S        | N        | U        | SQ       | P+       | P−       | Diff.    | DIV      | CONF     | Serie    |
| ------------------- | -------- | -------- | -------- | -------- | -------- | -------- | -------- | -------- | -------- | -------- |
| Dallas Cowboys      | 10       | 6        | 0        | 0,625    | 339      | 324      | +15      | 5–1      | 9–3      | 2S       |
| Philadelphia Eagles | 9        | 7        | 0        | 0,563    | 367      | 348      | +19      | 4–2      | 6–6      | 3S       |
| Washington Redskins | 7        | 9        | 0        | 0,438    | 281      | 359      | −78      | 2–4      | 6–6      | 2N       |
| New York Giants     | 5        | 11       | 0        | 0,313    | 369      | 412      | −43      | 1–5      | 4–8      | 3N       |

| AFC North           | AFC North | AFC North | AFC North | AFC North | AFC North | AFC North | AFC North | AFC North | AFC North | AFC North |
| Team                | S         | N         | U         | SQ        | P+        | P−        | Diff.     | DIV       | CONF      | Serie     |
| ------------------- | --------- | --------- | --------- | --------- | --------- | --------- | --------- | --------- | --------- | --------- |
| Baltimore Ravens    | 10        | 6         | 0         | 0,625     | 389       | 287       | +102      | 3–3       | 8–4       | 3S        |
| Pittsburgh Steelers | 9         | 6         | 1         | 0,594     | 428       | 360       | +68       | 4–1–1     | 6–5–1     | 1S        |
| Cleveland Browns    | 7         | 8         | 1         | 0,469     | 359       | 392       | −33       | 3–2–1     | 5–6–1     | 1N        |
| Cincinnati Bengals  | 6         | 10        | 0         | 0,375     | 368       | 455       | −87       | 1–5       | 4–8       | 2N        |

| NFC North         | NFC North | NFC North | NFC North | NFC North | NFC North | NFC North | NFC North | NFC North | NFC North | NFC North |
| Team              | S         | N         | U         | SQ        | P+        | P−        | Diff.     | DIV       | CONF      | Serie     |
| ----------------- | --------- | --------- | --------- | --------- | --------- | --------- | --------- | --------- | --------- | --------- |
| Chicago Bears     | 12        | 4         | 0         | 0,750     | 421       | 283       | +138      | 5–1       | 10–2      | 4S        |
| Minnesota Vikings | 8         | 7         | 1         | 0,531     | 360       | 341       | +19       | 3–2–1     | 6–5–1     | 1N        |
| Green Bay Packers | 6         | 9         | 1         | 0,406     | 376       | 400       | −24       | 1–4–1     | 3–8–1     | 1N        |
| Detroit Lions     | 6         | 10        | 0         | 0,375     | 324       | 360       | −36       | 2–4       | 4–8       | 1S        |

| AFC South            | AFC South | AFC South | AFC South | AFC South | AFC South | AFC South | AFC South | AFC South | AFC South | AFC South |
| Team                 | S         | N         | U         | SQ        | P+        | P−        | Diff.     | DIV       | CONF      | Serie     |
| -------------------- | --------- | --------- | --------- | --------- | --------- | --------- | --------- | --------- | --------- | --------- |
| Houston Texans       | 11        | 5         | 0         | 0,688     | 402       | 316       | +86       | 4–2       | 9–3       | 1S        |
| Indianapolis Colts   | 10        | 6         | 0         | 0,625     | 433       | 344       | +89       | 4–2       | 7–5       | 4S        |
| Tennessee Titans     | 9         | 7         | 0         | 0,563     | 310       | 303       | +7        | 3–3       | 5–7       | 1N        |
| Jacksonville Jaguars | 5         | 11        | 0         | 0,313     | 245       | 316       | −71       | 1–5       | 4–8       | 1N        |

| NFC South            | NFC South | NFC South | NFC South | NFC South | NFC South | NFC South | NFC South | NFC South | NFC South | NFC South |
| Team                 | S         | N         | U         | SQ        | P+        | P−        | Diff.     | DIV       | CONF      | Serie     |
| -------------------- | --------- | --------- | --------- | --------- | --------- | --------- | --------- | --------- | --------- | --------- |
| New Orleans Saints   | 13        | 3         | 0         | 0,813     | 504       | 353       | +151      | 4–2       | 9–3       | 1N        |
| Atlanta Falcons a    | 7         | 9         | 0         | 0,438     | 414       | 423       | −9        | 4–2       | 7–5       | 3S        |
| Carolina Panthers a  | 7         | 9         | 0         | 0,438     | 376       | 382       | −6        | 2–4       | 5–7       | 1S        |
| Tampa Bay Buccaneers | 5         | 11        | 0         | 0,313     | 396       | 464       | −68       | 2–4       | 4–8       | 4N        |

| AFC West               | AFC West | AFC West | AFC West | AFC West | AFC West | AFC West | AFC West | AFC West | AFC West | AFC West |
| Team                   | S        | N        | U        | SQ       | P+       | P−       | Diff.    | DIV      | CONF     | Serie    |
| ---------------------- | -------- | -------- | -------- | -------- | -------- | -------- | -------- | -------- | -------- | -------- |
| Kansas City Chiefs b   | 12       | 4        | 0        | 0,750    | 565      | 421      | +144     | 5–1      | 10–2     | 1S       |
| Los Angeles Chargers b | 12       | 4        | 0        | 0,750    | 428      | 329      | +99      | 4–2      | 9–3      | 1S       |
| Denver Broncos         | 6        | 10       | 0        | 0,375    | 329      | 349      | −20      | 2–4      | 4–8      | 4N       |
| Oakland Raiders        | 4        | 12       | 0        | 0,250    | 290      | 467      | −177     | 1–5      | 3–9      | 1N       |

| NFC West            | NFC West | NFC West | NFC West | NFC West | NFC West | NFC West | NFC West | NFC West | NFC West | NFC West |
| Team                | S        | N        | U        | SQ       | P+       | P−       | Diff.    | DIV      | CONF     | Serie    |
| ------------------- | -------- | -------- | -------- | -------- | -------- | -------- | -------- | -------- | -------- | -------- |
| Los Angeles Rams    | 13       | 3        | 0        | 0,813    | 527      | 384      | +143     | 6–0      | 9–3      | 2S       |
| Seattle Seahawks    | 10       | 6        | 0        | 0,625    | 428      | 347      | +81      | 3–3      | 8–4      | 2S       |
| San Francisco 49ers | 4        | 12       | 0        | 0,250    | 342      | 435      | −93      | 1–5      | 2–10     | 2N       |
| Arizona Cardinals   | 3        | 13       | 0        | 0,188    | 225      | 425      | −200     | 2–4      | 3–9      | 4N       |

 Divisionssieger0
 Playoff-Teilnehmer über Wild Cards
Quelle: Offizielles Ranking der NFL

### Conference
| AFC              | AFC                    | AFC      | AFC | AFC | AFC | AFC   | AFC   | AFC   | AFC   |
| Platz            | Team                   | Division | S   | N   | U   | SQ    | DIV   | CONF  | Serie |
| ---------------- | ---------------------- | -------- | --- | --- | --- | ----- | ----- | ----- | ----- |
| Division leaders |                        |          |     |     |     |       |       |       |       |
| 1                | Kansas City Chiefs     | West     | 12  | 4   | 0   | 0,750 | 5–1   | 10–2  | 1S    |
| 2                | New England Patriots b | East     | 11  | 5   | 0   | 0,688 | 5–1   | 8–4   | 2S    |
| 3                | Houston Texans b       | South    | 11  | 5   | 0   | 0,688 | 4–2   | 9–3   | 1S    |
| 4                | Baltimore Ravens       | North    | 10  | 6   | 0   | 0,625 | 3–3   | 8–4   | 3S    |
| Wild Cards       |                        |          |     |     |     |       |       |       |       |
| 5                | Los Angeles Chargers   | West     | 12  | 4   | 0   | 0,750 | 4–2   | 9–3   | 1S    |
| 6                | Indianapolis Colts     | South    | 10  | 6   | 0   | 0,625 | 4–2   | 7–5   | 4S    |
| Ausgeschieden    |                        |          |     |     |     |       |       |       |       |
| 7 *              | Pittsburgh Steelers    | North    | 9   | 6   | 1   | 0,594 | 4–1–1 | 6–5–1 | 1S    |
| 8                | Tennessee Titans       | South    | 9   | 7   | 0   | 0,563 | 3–3   | 5–7   | 1N    |
| 9                | Cleveland Browns       | North    | 7   | 8   | 1   | 0,469 | 3–2–1 | 5–6–1 | 1N    |
| 10               | Miami Dolphins         | East     | 7   | 9   | 0   | 0,438 | 4–2   | 6–6   | 3N    |
| 11               | Denver Broncos x       | West     | 6   | 10  | 0   | 0,375 | 2–4   | 4–8   | 4N    |
| 12               | Cincinnati Bengals x   | North    | 6   | 10  | 0   | 0,375 | 1–5   | 4–8   | 2N    |
| 13               | Buffalo Bills x        | East     | 6   | 10  | 0   | 0,375 | 2–4   | 4–8   | 1S    |
| 14               | Jacksonville Jaguars   | South    | 5   | 11  | 0   | 0,313 | 1–5   | 4–8   | 1N    |
| 15               | New York Jets d        | East     | 4   | 12  | 0   | 0,250 | 1–5   | 3–9   | 3N    |
| 16               | Oakland Raiders d      | West     | 4   | 12  | 0   | 0,250 | 1–5   | 3–9   | 1N    |

| NFC              | NFC                    | NFC      | NFC | NFC | NFC | NFC   | NFC   | NFC   | NFC   |
| Platz            | Team                   | Division | S   | N   | U   | SQ    | DIV   | CONF  | Serie |
| ---------------- | ---------------------- | -------- | --- | --- | --- | ----- | ----- | ----- | ----- |
| Division leaders |                        |          |     |     |     |       |       |       |       |
| 1                | New Orleans Saints b   | South    | 13  | 3   | 0   | 0,813 | 4–2   | 9–3   | 1N    |
| 2                | Los Angeles Rams b     | West     | 13  | 3   | 0   | 0,813 | 6–0   | 9–3   | 2S    |
| 3                | Chicago Bears          | North    | 12  | 4   | 0   | 0,750 | 5–1   | 10–2  | 4S    |
| 4                | Dallas Cowboys         | East     | 10  | 6   | 0   | 0,625 | 5–1   | 9–3   | 2S    |
| Wild Cards       |                        |          |     |     |     |       |       |       |       |
| 5                | Seattle Seahawks       | West     | 10  | 6   | 0   | 0,625 | 3–3   | 8–4   | 2S    |
| 6                | Philadelphia Eagles    | East     | 9   | 7   | 0   | 0,563 | 4–2   | 6–6   | 3S    |
| Ausgeschieden    |                        |          |     |     |     |       |       |       |       |
| 7 *              | Minnesota Vikings      | North    | 8   | 7   | 1   | 0,531 | 3–2–1 | 6–5–1 | 1N    |
| 8                | Atlanta Falcons y      | South    | 7   | 9   | 0   | 0,438 | 4–2   | 7–5   | 3S    |
| 9                | Washington Redskins y  | East     | 7   | 9   | 0   | 0,438 | 2–4   | 6–6   | 2N    |
| 10               | Carolina Panthers y    | South    | 7   | 9   | 0   | 0,438 | 2–4   | 5–7   | 1S    |
| 11               | Green Bay Packers      | North    | 6   | 9   | 1   | 0,406 | 1–4–1 | 3–8–1 | 1N    |
| 12               | Detroit Lions          | North    | 6   | 10  | 0   | 0,375 | 2–4   | 4–8   | 1S    |
| 13               | New York Giants b      | East     | 5   | 11  | 0   | 0,313 | 1–5   | 4–8   | 3N    |
| 14               | Tampa Bay Buccaneers b | South    | 5   | 11  | 0   | 0,313 | 2–4   | 4–8   | 4N    |
| 15               | San Francisco 49ers    | West     | 4   | 12  | 0   | 0,250 | 1–5   | 2–10  | 2N    |
| 16               | Arizona Cardinals      | West     | 3   | 13  | 0   | 0,188 | 2–4   | 3–9   | 4N    |

Quelle: Offizielles Ranking der NFL
Legende:
| Siege                 | Niederlagen                                            | Unentschieden                                             | SQ Siegquote                           | P+ gemachte Punkte                        | P− gegnerische Punkte |
| Diff. Punktedifferenz | DIV Sieg-Niederlagen-Verhältnis innerhalb der Division | CONF Sieg-Niederlagen-Verhältnis innerhalb der Conference | Position garantiert Play-off-Teilnahme | Serie Gewonnene/verlorene Spiele in Folge |                       |

## Postseason

### Play-offs
Die Play-offs begannen am 5. Januar 2019 mit der Wild Card Round und endeten am 3. Februar 2019 mit dem Super Bowl LIII im Mercedes-Benz Stadium in Atlanta. Es war nach dem Super Bowl XXVIII von 1994 und dem Super Bowl XXXIV von 2000 der dritte Super Bowl, der in Atlanta stattfand. In dem Spiel trafen die New England Patriots, Sieger des AFC Championship Game, auf die Los Angeles Rams, Sieger des NFC Championship Game, aufeinander. Er war eine Neuauflage des Super Bowl XXXVI von 2002, bei dem die hoch favorisierten Rams gegen die Patriots und ihren damals jungen Quarterback Tom Brady mit 20:17 verloren hatten. Für die Rams, die nicht mehr wie 2002 in St. Louis, sondern in Los Angeles spielten, war es der erste Super Bowl seit dem letzten verlorenen Endspiel 2002.
Die New England Patriots gewannen das Spiel mit 13:3 und somit ihren sechsten Super Bowl. Der Wide Receiver Julian Edelman von den New England Patriots wurde zum Super Bowl MVP gewählt. Das Spiel, in dem erstmals in der Geschichte des Super Bowls kein Touchdown vor dem vierten Quarter erzielt wurde, löste den Super Bowl VII, der 14:7 ausging, als punktärmstes Spiel aller Super Bowls ab.
In der Halbzeitpause sind Maroon 5 und Big Boi sowie Travis Scott aufgetreten, nachdem im Vorfeld einige mögliche Künstler einen Auftritt abgesagt haben, da sie das Verhalten der NFL rund um Colin Kaepernick und dessen Protest kritisierten und mit ihrem Boykott der Show wiederum ihre Kritik darlegten. Geleitet wurde die Partie vom Unparteiischen John Parry.
|  |                            |                            |                            |             |    |                                    |                  |                  |   |             |                                    |                                    |                                    |                                 |                                 |                                 |             |            |
|  | Wild Card Round            | Wild Card Round            | Wild Card Round            |             |    | Divisional Round                   | Divisional Round | Divisional Round |   |             | Conference Championships           | Conference Championships           | Conference Championships           |                                 |                                 | Super Bowl                      | Super Bowl  | Super Bowl |
|  | Wild Card Round            | Wild Card Round            | Wild Card Round            |             |    | Divisional Round                   | Divisional Round | Divisional Round |   |             | Conference Championships           | Conference Championships           | Conference Championships           |                                 |                                 | Super Bowl                      | Super Bowl  | Super Bowl |
|  |                            |                            |                            |             |    |                                    |                  |                  |   |             |                                    |                                    |                                    |                                 |                                 |                                 |             |            |
|  |                            |                            |                            |             |    | 13. Jan. – Mercedes-Benz Superdome |                  |                  |   |             |                                    |                                    |                                    |                                 |                                 |                                 |             |            |
|  | 6. Jan. – Soldier Field    |                            |                            |             |    |                                    |                  |                  |   |             |                                    |                                    |                                    |                                 |                                 |                                 |             |            |
|  |                            |                            | 1                          | New Orleans | 20 |                                    |                  |                  |   |             |                                    |                                    |                                    |                                 |                                 |                                 |             |            |
|  | 3                          | Chicago                    | 1                          | New Orleans | 20 | 15                                 |                  |                  |   |             |                                    |                                    |                                    |                                 |                                 |                                 |             |            |
|  | 3                          | Chicago                    |                            |             | 6  | 15                                 | Philadelphia     | 14               |   |             | 20. Jan. – Mercedes-Benz Superdome | 20. Jan. – Mercedes-Benz Superdome | 20. Jan. – Mercedes-Benz Superdome |                                 |                                 |                                 |             |            |
|  | 6                          | Philadelphia               | 16                         |             |    |                                    |                  | 14               |   |             |                                    | 20. Jan. – Mercedes-Benz Superdome | 20. Jan. – Mercedes-Benz Superdome |                                 |                                 |                                 |             |            |
|  | 6                          | Philadelphia               | 16                         |             |    |                                    |                  |                  | 1 | New Orleans | 23                                 |                                    |                                    |                                 |                                 |                                 |             |            |
|  |                            |                            |                            |             |    |                                    |                  |                  | 1 | New Orleans | 23                                 |                                    |                                    |                                 |                                 |                                 |             |            |
|  |                            |                            |                            |             |    |                                    |                  |                  |   |             | 2                                  | L.A. Rams                          | 1261                               |                                 |                                 |                                 |             |            |
|  |                            |                            |                            |             |    | 12. Jan. – L.A. Memorial Coliseum  |                  |                  |   |             | 2                                  | L.A. Rams                          | 1261                               |                                 |                                 |                                 |             |            |
|  | 5. Jan. – AT&T Stadium     | 5. Jan. – AT&T Stadium     | 5. Jan. – AT&T Stadium     |             |    | NFC Championship                   | NFC Championship | NFC Championship |   |             |                                    |                                    |                                    |                                 |                                 |                                 |             |            |
|  | 5. Jan. – AT&T Stadium     | 5. Jan. – AT&T Stadium     | 5. Jan. – AT&T Stadium     |             |    | NFC Championship                   | NFC Championship | NFC Championship | 2 | L.A. Rams   | 30                                 |                                    |                                    |                                 |                                 |                                 |             |            |
|  | 4                          | Dallas                     | 24                         |             |    |                                    |                  |                  | 2 | L.A. Rams   | 30                                 |                                    |                                    |                                 |                                 |                                 |             |            |
|  | 4                          | Dallas                     | 24                         |             |    | 4                                  | Dallas           | 22               |   |             |                                    |                                    |                                    | 3. Feb. – Mercedes-Benz Stadium | 3. Feb. – Mercedes-Benz Stadium | 3. Feb. – Mercedes-Benz Stadium |             |            |
|  | 5                          | Seattle                    | 22                         |             |    | 4                                  | Dallas           | 22               |   |             |                                    |                                    |                                    | 3. Feb. – Mercedes-Benz Stadium | 3. Feb. – Mercedes-Benz Stadium | 3. Feb. – Mercedes-Benz Stadium |             |            |
|  | 5                          | Seattle                    | 22                         |             |    |                                    |                  |                  |   |             |                                    |                                    |                                    | N2                              | L.A. Rams                       | 3                               |             |            |
|  |                            |                            |                            |             |    |                                    |                  |                  |   |             |                                    |                                    |                                    | N2                              | L.A. Rams                       | 3                               |             |            |
|  |                            |                            |                            |             |    |                                    |                  |                  |   |             |                                    |                                    |                                    |                                 |                                 | A2                              | New England | 13         |
|  |                            |                            |                            |             |    | 12. Jan. – Arrowhead Stadium       |                  |                  |   |             |                                    |                                    |                                    |                                 |                                 | A2                              | New England | 13         |
|  | 5. Jan. – NRG Stadium      | 5. Jan. – NRG Stadium      | 5. Jan. – NRG Stadium      |             |    |                                    |                  |                  |   |             | Super Bowl LIII                    | Super Bowl LIII                    | Super Bowl LIII                    |                                 |                                 |                                 |             |            |
|  | 5. Jan. – NRG Stadium      | 5. Jan. – NRG Stadium      | 5. Jan. – NRG Stadium      |             |    | 1                                  | Kansas City      | 31               |   |             | Super Bowl LIII                    | Super Bowl LIII                    | Super Bowl LIII                    |                                 |                                 |                                 |             |            |
|  | 3                          | Houston                    | 7                          |             |    | 1                                  | Kansas City      | 31               |   |             |                                    |                                    |                                    |                                 |                                 |                                 |             |            |
|  | 3                          | Houston                    | 7                          |             |    | 6                                  | Indianapolis     | 13               |   |             | 20. Jan. – Arrowhead Stadium       | 20. Jan. – Arrowhead Stadium       | 20. Jan. – Arrowhead Stadium       |                                 |                                 |                                 |             |            |
|  | 6                          | Indianapolis               | 21                         |             |    | 6                                  | Indianapolis     | 13               |   |             |                                    | 20. Jan. – Arrowhead Stadium       | 20. Jan. – Arrowhead Stadium       |                                 |                                 |                                 |             |            |
|  | 6                          | Indianapolis               | 21                         |             |    |                                    |                  |                  | 1 | Kansas City | 31                                 |                                    |                                    |                                 |                                 |                                 |             |            |
|  |                            |                            |                            |             |    |                                    |                  |                  | 1 | Kansas City | 31                                 |                                    |                                    |                                 |                                 |                                 |             |            |
|  |                            |                            |                            |             |    |                                    |                  |                  |   |             | 2                                  | New England                        | 1371                               |                                 |                                 |                                 |             |            |
|  |                            |                            |                            |             |    | 13. Jan. – Gillette Stadium        |                  |                  |   |             | 2                                  | New England                        | 1371                               |                                 |                                 |                                 |             |            |
|  | 6. Jan. – M&T Bank Stadium | 6. Jan. – M&T Bank Stadium | 6. Jan. – M&T Bank Stadium |             |    | AFC Championship                   | AFC Championship | AFC Championship |   |             |                                    |                                    |                                    |                                 |                                 |                                 |             |            |
|  | 6. Jan. – M&T Bank Stadium | 6. Jan. – M&T Bank Stadium | 6. Jan. – M&T Bank Stadium |             |    | AFC Championship                   | AFC Championship | AFC Championship | 2 | New England | 41                                 |                                    |                                    |                                 |                                 |                                 |             |            |
|  | 4                          | Baltimore                  | 17                         |             |    |                                    |                  |                  | 2 | New England | 41                                 |                                    |                                    |                                 |                                 |                                 |             |            |
|  | 4                          | Baltimore                  | 17                         |             |    | 5                                  | L.A. Chargers    | 28               |   |             |                                    |                                    |                                    |                                 |                                 |                                 |             |            |
|  | 5                          | L.A. Chargers              | 23                         |             |    | 5                                  | L.A. Chargers    | 28               |   |             |                                    |                                    |                                    |                                 |                                 |                                 |             |            |
|  | 5                          | L.A. Chargers              | 23                         |             |    |                                    |                  |                  |   |             |                                    |                                    |                                    |                                 |                                 |                                 |             |            |

| 1 | nach Verlängerung |

### Pro Bowl
Der Pro Bowl, das All-Star-Spiel der NFL, wurde am 27. Januar 2019 – genau eine Woche vor dem Super Bowl LIII – im Camping World Stadium in Orlando, Florida ausgetragen und wurde im deutschsprachigen Raum live übertragen von ProSieben Maxx, ran.de und DAZN. Die Auswahl der AFC schlug die Mannschaft der NFC mit 26:7. Den Titel des MVP im Pro Bowl teilen sich Patrick Mahomes von den Kansas City Chiefs und Jamal Adams von den New York Jets. Beide spielten in dem Team der AFC – Mahomes als Quarterback in der Offense und Adams als Strong Safety in der Defense.

## Leistungen

### Rekorde
Woche 1
- 88 erzielte Punkte von Tampa Bay Buccaneers (48 Punkte) und New Orleans Saints (40 Punkte) sind die meisten Punkte in einem Auftaktspiel der NFL. Zuvor lag der Rekord bei 87 Punkten, als Philadelphia Eagles (45 Pkt.) und Washington Redskins (42 Pkt.) am 28. September 1947 aufeinandertrafen.[26]

Woche 2
- Patrick Mahomes wurde der jüngste Spieler aller Zeiten, dem es gelang, in einem Spiel 6 Touchdown-Pässe zu werfen. Er war 22 Jahre und 364 Tage alt.[27]

Woche 3
- Drew Brees, Quarterback der New Orleans Saints, brach im Spiel gegen die Atlanta Falcons den NFL-Rekord für die meisten angekommenen Pässe (6.326). Der Wert des bisherigen Rekordhalters, Brett Favre, lag bei 6.300.[28]
- Ryan Fitzpatrick, Quarterback der Tampa Bay Buccaneers, erzielte im Spiel gegen die New Orleans Saints 417 Passing-Yards (Woche 1), gegen die Philadelphia Eagles 402 Passing-Yards (Woche 2) und gegen die Pittsburgh Steelers 411 Passing-Yards (Woche 3). Er ist damit der erste NFL-Spieler, der in drei Spielen hintereinander mehr als 400 Passing-Yards erzielte.[29]

Woche 4
- Der Kicker Adam Vinatieri von den Indianapolis Colts erzielte im Spiel gegen die Houston Texans sein 566. und 567. Field Goal und übertraf damit den Rekord von Morten Andersen (565), der zwischen 1982 und 2007 in der NFL spielte.[30]

Woche 5
- Tom Brady (New England Patriots) warf im vierten Viertel mit einem 34-Yards-Pass auf Wide Receiver Josh Gordon seinen 500. Touchdown-Pass. Er ist damit der dritte Quarterback der NFL-Geschichte mit mindestens 500 Touchdown-Pässen. Nur Peyton Manning (539 Touchdown-Pässe bei zwei Teams) und Brett Favre (508 Touchdown-Pässe bei vier Teams) erzielten mehr. Gleichzeitig ist Brady der erste Quarterback der NFL, der 500 Touchdown-Pässe nur bei einem Team warf.[31] Mit demselben Touchdown-Pass gab Brady darüber hinaus nun mindestens 71 verschiedenen Spielern einen Touchdown-Pass und brach damit den NFL-Rekord von Vinny Testaverde.[32]
- Drew Brees löste mit insgesamt 72.103 geworfenen Yards den bisherigen NFL-Rekord von Peyton Manning (71.940 Passing-Yards) ab. Brees brach den Rekord, indem er gegen Ende des zweiten Viertels einen 62-Yard-Touchdown-Pass auf den Wide Receiver Tre’Quan Smith warf.[33]

Woche 7
- Drew Brees erzielte beim 24:23-Sieg gegen die Baltimore Ravens den 500. und 501. Touchdown-Pass seiner Karriere und ist damit der vierte Quarterback der NFL mit mindestens 500 Touchdown-Pässen. Der Sieg gegen die Ravens bedeutete für Brees eine weitere Bestmarke: Er ist der dritte NFL-Quarterback nach Peyton Manning und Brett Favre, der gegen alle 32 NFL-Franchises mindestens einmal gewann.[34]
- Der Kicker Chandler Catanzaro von den Tampa Bay Buccaneers verwandelte in der Overtime das spielentscheidende 59-Yard-Field-Goal zum 26:23-Endstand gegen die Cleveland Browns. Catanzaros Field Goal ist das längste spielentscheidende Field Goal in der Overtime der Regular Season seit deren Einführung im Jahr 1974.[34]

Woche 8
- Der Kicker Adam Vinatieri von den Indianapolis Colts verwandelte im Spiel gegen die Oakland Raiders erfolgreich zwei Field Goals und alle vier seiner Points after Touchdown. Vinatieri erzielte damit in seiner 23-jährigen NFL-Karriere 2.550 Punkte und übertraf den Rekord von Morten Andersen (2.544 Punkte) als bester Topscorer der NFL.[35]

Woche 10
- Julio Jones – Wide Receiver der Atlanta Falcons – durchbrach im Spiel gegen die Cleveland Browns die 10.000-Yard-Marke in gefangenen Pässen; dazu benötigte er nur 104 Spiele. Jones brach den Rekord von Calvin Johnson, der dafür 115 Spiele benötigte.[36]

Woche 11
- Die 51:54-Niederlage der Kansas City Chiefs bei den Los Angeles Rams ist das erste Spiel der NFL-Geschichte, bei dem beide Mannschaften über 50 Punkte erzielten. Zudem sind die 51 Punkte der Chiefs die meisten Punkte eines Verlierers.[37]
- Die 48:7-Niederlage der Philadelphia Eagles bei den New Orleans Saints ist die höchste Niederlage eines amtierenden Super-Bowl-Gewinners.[38]

Woche 12
- Die Houston Texans gewannen als erstes Team nach drei Niederlagen zum Saisonauftakt noch acht Spiele in Folge.[39]
- Philip Rivers von den Los Angeles Chargers brachte seine ersten 25 Pässe der Partie ans Ziel, womit er den Rekord von 22 vollständigen Pässen von Mark Brunell und Derek Carr überbot. Zudem stellte er mit 28 vollständigen Pässen bei 29 Passversuchen (96,6 %) einen neuen Bestwert für die Quote bei über 20 Passversuchen auf. Zuvor lag der Wert bei 94,7 % und wurde von Alex Smith und Ryan Tannehill gehalten.[40]

Woche 13
- Aaron Rodgers stellte mit 359 Pässen einen neuen Rekord für die meisten Pässe in Folge ohne Interception auf. Diesen Rekord hatte zuvor Tom Brady mit 358 fehlerfreien Pässen inne.[41]

Woche 14
- Runningback Derrick Henry von den Tennessee Titans egalisierte mit einem 99-Yards-Touchdown-Lauf den 35 Jahre alten Rekord von Hall of Famer Tony Dorsett (3. Januar 1983 für die Dallas Cowboys gegen die Minnesota Vikings).[42]

Woche 15
- Aaron Rodgers beendete seine Rekordserie mit 402 Pässen ohne Interception gegen die Chicago Bears, als Free Safety Eddie Jackson Rodgers 403. Passversuch abfing.[43]

Woche 16
- Chris Jones von den Kansas City Chiefs erzielte in elf aufeinanderfolgenden Spielen mindestens 1,0 Sacks, die längste Serie in der NFL, seitdem Sacks gezählt werden.[44]
- Christian McCaffrey von den Carolina Panthers stellte einen neuen NFL-Rekord für die meisten gefangenen Pässe eines Runningbacks in einer Saison auf (103). Bisheriger Rekordhalter war Matt Forté (102 gefangene Pässe mit den Chicago Bears) in der Saison 2014.[45]
- Zach Ertz brach den Rekord für die meisten gefangenen Pässe eines Tight Ends in einer Saison mit 113.[46]

Woche 17
- Die Kansas City Chiefs sind das erste Team der NFL, das in jedem Regular-Season-Spiel mindestens 26 Punkte erzielte.[47] Die Chiefs erzielten im Schnitt 35,5 Punkte pro Spiel.
- Quarterback Baker Mayfield von den Cleveland Browns warf mit 27 Touchdown-Pässen die meisten Touchdown-Pässe als Rookie-Quarterback. Er übertraf den bisherigen Rookie-Rekord von Peyton Manning (26 TD-Pässe; Saison 1998) und Russell Wilson (26 TD-Pässe; Saison 2012).[48]
- George Kittle, Tight End der San Francisco 49ers, beendete die Saison mit den NFL-Rekord für die meisten Receiving-Yards eines Tight End (1.377). Er schlug Travis Kelce von den Kansas City Chiefs um 41 Yards, der in der gleichen Saison 1.336 Yards Raumgewinn erzielte. Beide Spieler übertrafen den Rekord von Rob Gronkowski (1.327 Yards) aus dem Jahr 2011.[48]
- Nick Foles, Quarterback der Philadelphia Eagles, egalisierte beim 24:0-Sieg gegen die Washington Redskins den Rekord von Philip Rivers aus Woche 12, indem er 25 Pässe hintereinander erfolgreich an seine Mitspieler brachte.[48]
- Saquon Barkley, Runningback der New York Giants, beendete die Saison mit dem NFL-Rekord für die meisten Passempfänge eines Rookie-Runningbacks (91 Receptions). Den bisherigen Rookie-Rekord hatte bisher Reggie Bush mit 88 Passempfängen (Saison 2006) inne.[48]
- Mit insgesamt 11.952 Punkten in der Regular Season erzielten die Teams den zweithöchsten Wert aller Zeiten; in der Saison 2013 waren es 11.985 Punkte gewesen. Zudem wurden mit 1.371 die meisten Touchdowns in der Geschichte der NFL erzielt.[49]

Wild Card Round
- Lamar Jackson ist beim Spiel gegen die Los Angeles Chargers mit 21 Jahren und 364 Tagen der jüngste Starting Quarterback in den Play-offs geworden.[50][51]

Divisional Round
- Sean McVay, Head Coach der Los Angeles Rams, ist durch den Sieg gegen die Dallas Cowboys mit 32 Jahren und 353 Tagen zum jüngster Head Coach mit einem Play-off-Sieg geworden.[51]
- Nick Foles ist mit seinem Rushing-Touchdown gegen die New Orleans Saints einer von drei Spieler in der Ära des Super Bowls, die in den Play-offs mindestens einen Passing-, einen Receiving- und einen Rushing-Touchdowns erzielt haben. Die anderen beiden Spieler sind der ehemalige Quarterback der Pittsburgh Steelers Kordell Stewart und der ehemalige Runningback der New York Jets Freeman McNeil.[52]

Conference Championships
- Sony Michel, Runningback der New England Patriots, hat mit fünf Touchdowns die meisten Rushing-Touchdowns eines Rookies in den Play-offs erzielt.[53]
- Rob Gronkowski, Tight End der New England Patriots, hat auf seiner Position mit 1.076 Receiving-Yards die meisten Yards in den Play-offs gefangen.[53]
- Sean McVay ist mit 33 Jahren und 10 Tagen jüngster Head Coach, der an einem Super Bowl teilnimmt.[53]
- Greg Zuerlein, Kicker der Los Angeles Rams, schoss mit 57 Yard das längste Game-Winning Field Goal in der Play-offs-Geschichte.[53]
- Beide Conference-Finals wurden erst in der Overtime entschieden, was zuvor noch nie in der NFL vorgekommen ist.[51]

Super Bowl LIII
- Super Bowl LIII ist mit dem Endstand von 13:3 der Super Bowl mit den wenigsten erzielten Punkten. Super Bowl VII war mit dem Endstand von 14:7 das bisherige Endspiel mit den wenigsten Punkten.[54]
- Tom Brady hat als erster Spieler sechs Mal den Super Bowl gewonnen und zog damit an Charles Haley, der fünfmal den Super Bowl gewinnen konnte, vorbei. Zudem ist Tom Brady mit 41 Jahren ältester Quarterback, der einen Super Bowl gewann. Bill Belichick, Head Coach der Patriots, ist mit 66 Jahren der älteste Head Coach, der einen Super Bowl gewann. Bisher war Tom Coughlin mit 65 Jahren der älteste Coach, der die Vince Lombardi Trophy gewann.[55]
- Johnny Hekker, Punter der Rams, musste achtmal in Folge punten, was es zuvor im Super Bowl noch nie gab. Zudem war sein Punt über 65 Yards der längste Punt in der Super-Bowl Geschichte.[56][51]

### Saisonbestleistungen
Folgende Saisonbestleistungen wurden 2018 erreicht:
| Statistikwert           | Spieler                                                    | Wert  |
| ----------------------- | ---------------------------------------------------------- | ----- |
| Geworfene Yards         | Ben Roethlisberger (PIT)                                   | 5.129 |
| Geworfene Touchdowns    | Patrick Mahomes (KC)                                       | 50    |
| Erlaufene Yards         | Ezekiel Elliott (DAL)                                      | 1.434 |
| Erlaufene Touchdowns    | Todd Gurley (LAR)                                          | 17    |
| Gefangene Pässe         | Michael Thomas (NOR)                                       | 125   |
| Gefangene Yards         | Julio Jones (ATL)                                          | 1.677 |
| Gefangene Touchdowns    | Antonio Brown (PIT)                                        | 15    |
| Tackles                 | Darius Leonard (IND)                                       | 163   |
| Sacks                   | Aaron Donald (LAR)                                         | 20,5  |
| Interceptions           | Kyle Fuller (CHI) Xavien Howard (MIA) Damontae Kazee (ATL) | 7     |
| erzwungene Fumbles      | Dee Ford (KC) J. J. Watt (HOU)                             | 7     |
| gepuntete Yards         | Andy Lee (ARI)                                             | 4.568 |
| verwandelte Field Goals | Ka'imi Fairbairn (HOU)                                     | 37    |
| erzielte Punkte         | Ka'imi Fairbairn (HOU)                                     | 150   |

### Auszeichnungen
| Preis                                 | Sieger                                |
| ------------------------------------- | ------------------------------------- |
| AP Most Valuable Player of the Year   | Patrick Mahomes                       |
| AP Defensive Rookie of the Year       | Darius Leonard                        |
| AP Defensive Player of the Year       | Aaron Donald                          |
| Offensive Player of the Year Award    | Patrick Mahomes                       |
| AP Offensive Rookie of the Year Award | Saquon Barkley                        |
| Comeback Player of the Year Award     | Andrew Luck                           |
| Coach of the Year                     | Matt Nagy                             |
| Art Rooney Sportsmanship Award        | Drew Brees                            |
| Offensive Line of the Year            | Los Angeles Rams                      |
| Unstoppable Performance of the Year   | Jared Goff                            |
| Moment of the Year                    | Aaron Rodgers Comeback am 1. Spieltag |
| Walter Payton Man of the Year Award   | Chris Long                            |
| Celebration of the Year               | Seattle Seahawks                      |
| Assistant Coach of the Year           | Vic Fangio                            |
| Air & Ground Players of the Year      | Patrick Mahomes und Saquon Barkley    |
| Clutch Performance Play of the Year   | Miami Miracle                         |
| Game Changer Award                    | Shaquem Griffin                       |
| Salute to Service Award               | Ben Garland                           |
| Deacon Jones Award                    | Aaron Donald                          |
| Quelle:                               |                                       |